# Llista de monuments de Santa Margalida
Llista de monuments de Santa Margalida catalogats pel consell insular de Mallorca com a Béns d'Interès Cultural en la categoria de monuments pel seu interès històric, artístic, arquitectònic, arqueològic, històric-industrial, etnològic, social, científic o tècnic.
| Monument                                             | Tipus                                           | Localització                                         | Coordenades                                          | Codi?         | Imatge |
| ---------------------------------------------------- | ----------------------------------------------- | ---------------------------------------------------- | ---------------------------------------------------- | ------------- | --- |
| Son Serra de Marina                                  | Arq. defensiva                                  | Santa Margalida Carretera Ma-12, Son Serra de Marina | 39° 42′ 59″ N, 3° 13′ 04″ E / 39.716407°N,3.217765°E | RI-51-0008497 | Carregueu una nova foto d'aquest monument                                                                                                 |
| Creu de la Rectoria                                  | Creus de terme                                  | Santa Margalida                                      |                                                      | RI-51-0010391 | Carregueu una nova foto d'aquest monument                                                                                                 |
| Creu de Son Serra                                    | Creus de terme                                  | Santa Margalida                                      |                                                      | RI-51-0010392 | Carregueu una nova foto d'aquest monument                                                                                                 |
| Binicaubell                                          | Monument arqueològic                            | Santa Margalida                                      | 39° 42′ 09″ N, 3° 10′ 17″ E / 39.702576°N,3.171436°E | RI-51-0002715 | Carregueu una nova foto d'aquest monument                                                                                                 |
| Cova des Moro                                        | Monument arqueològic                            | Santa Margalida                                      |                                                      | RI-51-0002716 | Carregueu una nova foto d'aquest monument                                                                                                 |
| Talaiot de ses cases de sa Boleda                    | Monument arqueològic                            | Santa Margalida                                      | 39° 43′ 06″ N, 3° 07′ 28″ E / 39.718341°N,3.124572°E | RI-51-0002717 | Carregueu una nova foto d'aquest monument                                                                                                 |
| Ca l'amo en Jaume / Es Castellots                    | Monument arqueològic                            | Santa Margalida                                      | 39° 42′ 31″ N, 3° 13′ 01″ E / 39.708564°N,3.216830°E | RI-51-0002718 | Carregueu una nova foto d'aquest monument                                                                                                 |
| Cova des Torrent / Sa Dragonera                      | Monument arqueològic                            | Santa Margalida                                      | 39° 43′ 32″ N, 3° 07′ 45″ E / 39.725535°N,3.129241°E | RI-51-0002719 | Carregueu una nova foto d'aquest monument                                                                                                 |
| Cova de na Plana / Sa Dragonera                      | Monument arqueològic                            | Santa Margalida                                      | 39° 43′ 49″ N, 3° 08′ 09″ E / 39.730312°N,3.135796°E | RI-51-0002720 | Carregueu una nova foto d'aquest monument                                                                                                 |
| Es Ravellar / Son Real                               | Monument arqueològic Talaiot                    | Santa Margalida Son Real                             | 39° 43′ 39″ N, 3° 11′ 10″ E / 39.727449°N,3.186188°E | RI-51-0002723 | Carregueu una nova foto d'aquest monument                                                                                                 |
| Es Torrent                                           | Monument arqueològic                            | Santa Margalida                                      |                                                      | RI-51-0002724 | Carregueu una nova foto d'aquest monument                                                                                                 |
| Santa Eulàlia                                        | Monument arqueològic                            | Santa Margalida                                      | 39° 45′ 15″ N, 3° 07′ 59″ E / 39.754282°N,3.133147°E | RI-51-0002725 | Carregueu una nova foto d'aquest monument                                                                                                 |
| Coves de sa Garriga / Sarraix                        | Monument arqueològic                            | Santa Margalida                                      | 39° 43′ 33″ N, 3° 07′ 50″ E / 39.725804°N,3.130525°E | RI-51-0002726 | Carregueu una nova foto d'aquest monument                                                                                                 |
| Cova de s'Ermità                                     | Monument arqueològic                            | Santa Margalida Son Real                             |                                                      | RI-51-0002727 | Carregueu una nova foto d'aquest monument                                                                                                 |
| Son Baulo de Dalt / Darrera Can Biniaco / Tanca Nova | Monument arqueològic                            | Santa Margalida                                      | 39° 45′ 24″ N, 3° 09′ 11″ E / 39.756591°N,3.153008°E | RI-51-0002728 | Carregueu una nova foto d'aquest monument                                                                                                 |
| Son Bauló de Dalt / Es Pinar                         | Monument arqueològic                            | Santa Margalida                                      | 39° 45′ 12″ N, 3° 09′ 29″ E / 39.753260°N,3.158009°E | RI-51-0002729 | Son Baulo de Dalt / Es Pinar (Santa Margalida) · Vegeu més fotos d'aquest monument · Carregueu una nova foto d'aquest monument            |
| Sementer des Talaiots / Son Marí                     | Monument arqueològic                            | Santa Margalida                                      | 39° 42′ 59″ N, 3° 12′ 22″ E / 39.716423°N,3.206238°E | RI-51-0002730 | Carregueu una nova foto d'aquest monument                                                                                                 |
| Son Marí / Sementer de Can Sabe                      | Monument arqueològic                            | Santa Margalida                                      | 39° 42′ 57″ N, 3° 12′ 48″ E / 39.715869°N,3.213353°E | RI-51-0002731 | Carregueu una nova foto d'aquest monument                                                                                                 |
| Sementer de Son Doblons / Son Marí                   | Monument arqueològic                            | Santa Margalida                                      | 39° 42′ 13″ N, 3° 12′ 21″ E / 39.703719°N,3.205967°E | RI-51-0002732 | Carregueu una nova foto d'aquest monument                                                                                                 |
| Son Marinet / Son Marí                               | Monument arqueològic                            | Santa Margalida                                      | 39° 43′ 02″ N, 3° 11′ 57″ E / 39.717156°N,3.199111°E | RI-51-0002733 | Carregueu una nova foto d'aquest monument                                                                                                 |
| Cova de s'Oronella                                   | Monument arqueològic                            | Santa Margalida                                      |                                                      | RI-51-0002734 | Carregueu una nova foto d'aquest monument                                                                                                 |
| Illot des Porros / Son Real                          | Monument arqueològic Necròpolis talaiòtica      | Santa Margalida                                      | 39° 45′ 17″ N, 3° 11′ 17″ E / 39.754648°N,3.188059°E | RI-51-0002735 | Carregueu una nova foto d'aquest monument                                                                                                 |
| Cova na Pelat de sa Dragonera                        | Monument arqueològic                            | Santa Margalida                                      |                                                      | RI-51-0002736 | Carregueu una nova foto d'aquest monument                                                                                                 |
| Cova de Son Real / Punta des Patró                   | Monument arqueològic                            | Santa Margalida                                      | 39° 45′ 10″ N, 3° 11′ 03″ E / 39.752681°N,3.184155°E | RI-51-0002737 | Carregueu una nova foto d'aquest monument                                                                                                 |
| Vora del Pinar                                       | Monument arqueològic                            | Santa Margalida                                      |                                                      | RI-51-0002738 | Carregueu una nova foto d'aquest monument                                                                                                 |
| Pinar de Son Real "A"                                | Monument arqueològic Estructures indeterminades | Santa Margalida Son Real                             | 39° 44′ 50″ N, 3° 10′ 44″ E / 39.747184°N,3.178771°E | RI-51-0002739 | Carregueu una nova foto d'aquest monument                                                                                                 |
| Pinar de Son Real "B"                                | Monument arqueològic Estructures talaiòtiques   | Santa Margalida Son Real                             | 39° 44′ 39″ N, 3° 10′ 46″ E / 39.744128°N,3.179475°E | RI-51-0002740 | Carregueu una nova foto d'aquest monument                                                                                                 |
| Pinar de Son Real "C"                                | Monument arqueològic Estructures indeterminades | Santa Margalida Son Real                             | 39° 44′ 36″ N, 3° 10′ 46″ E / 39.743318°N,3.179357°E | RI-51-0002741 | Carregueu una nova foto d'aquest monument                                                                                                 |
| Cova d'en Gurgull                                    | Monument arqueològic                            | Santa Margalida                                      |                                                      | RI-51-0002742 | Carregueu una nova foto d'aquest monument                                                                                                 |
| Tanca de s'Era                                       | Monument arqueològic Naviforme pretalaiòtic     | Santa Margalida Son Real                             | 39° 44′ 19″ N, 3° 10′ 53″ E / 39.738692°N,3.181370°E | RI-51-0002743 | Carregueu una nova foto d'aquest monument                                                                                                 |
| Punta dels Fenicis / Son Real                        | Monument arqueològic Necròpolis talaiòtica      | Santa Margalida Son Real                             | 39° 45′ 19″ N, 3° 10′ 56″ E / 39.755387°N,3.182295°E | RI-51-0002744 | Punta dels Fenicis / Son Real (Santa Margalida) · Vegeu més fotos d'aquest monument · Carregueu una nova foto d'aquest monument           |
| Son Real / Es Figueral                               | Monument arqueològic Poblat pretalaiòtic        | Santa Margalida Son Real                             | 39° 43′ 59″ N, 3° 11′ 14″ E / 39.732944°N,3.187148°E | RI-51-0002746 | Son Real / Es Figueral (Santa Margalida) · Modifica el valor a Wikidata · Carregueu una nova foto d'aquest monument                       |
| Son Serra de Marina / Cova de sa Nineta              | Monument arqueològic                            | Santa Margalida                                      | 39° 43′ 26″ N, 3° 12′ 31″ E / 39.723897°N,3.208594°E | RI-51-0002747 | Son Serra de Marina / Cova de sa Nineta (Santa Margalida) · Vegeu més fotos d'aquest monument · Carregueu una nova foto d'aquest monument |
| Son Serra de Marina / Pla de sa Figuera              | Monument arqueològic                            | Santa Margalida                                      | 39° 43′ 14″ N, 3° 12′ 43″ E / 39.720548°N,3.211979°E | RI-51-0002748 | Carregueu una nova foto d'aquest monument                                                                                                 |
| Son Serra de Marina / Es Pinar                       | Monument arqueològic                            | Santa Margalida                                      | 39° 43′ 15″ N, 3° 13′ 36″ E / 39.720799°N,3.226774°E | RI-51-0002750 | Carregueu una nova foto d'aquest monument                                                                                                 |
| Son Serra de Marina / Can Regalat                    | Monument arqueològic                            | Santa Margalida                                      | 39° 42′ 54″ N, 3° 13′ 43″ E / 39.714930°N,3.228517°E | RI-51-0002751 | Carregueu una nova foto d'aquest monument                                                                                                 |
| Son Serreta / Tanca de sa Carretera                  | Monument arqueològic                            | Santa Margalida                                      | 39° 43′ 13″ N, 3° 12′ 43″ E / 39.720287°N,3.211966°E | RI-51-0002752 | Carregueu una nova foto d'aquest monument                                                                                                 |
| Talaiot de Son Serreta / Es Figueral Vell            | Monument arqueològic                            | Santa Margalida                                      | 39° 43′ 08″ N, 3° 12′ 36″ E / 39.718848°N,3.210095°E | RI-51-0002753 | Carregueu una nova foto d'aquest monument                                                                                                 |
| Sa Talaia                                            | Monument arqueològic                            | Santa Margalida                                      |                                                      | RI-51-0002754 | Carregueu una nova foto d'aquest monument                                                                                                 |
| Torrent de Binicaubell                               | Monument arqueològic                            | Santa Margalida Son Fullós                           | 39° 41′ 43″ N, 3° 09′ 06″ E / 39.695396°N,3.151620°E | RI-51-0002755 | Carregueu una nova foto d'aquest monument                                                                                                 |
| Barranc des Pollencí                                 | Monument arqueològic                            | Santa Margalida                                      |                                                      | RI-51-0002756 | Carregueu una nova foto d'aquest monument                                                                                                 |
| Can Capó / Can Tanca / Sa Teulada                    | Monument arqueològic                            | Santa Margalida                                      | 39° 42′ 50″ N, 3° 09′ 32″ E / 39.713875°N,3.158969°E | RI-51-0002757 | Carregueu una nova foto d'aquest monument                                                                                                 |
| Camí de Can Moll / Sa Teulada                        | Monument arqueològic                            | Santa Margalida                                      | 39° 42′ 38″ N, 3° 09′ 22″ E / 39.710545°N,3.156173°E | RI-51-0002758 | Carregueu una nova foto d'aquest monument                                                                                                 |
| Vernissa / Ets Antigons                              | Monument arqueològic                            | Santa Margalida                                      | 39° 44′ 22″ N, 3° 06′ 53″ E / 39.739435°N,3.114795°E | RI-51-0002760 | Carregueu una nova foto d'aquest monument                                                                                                 |